# Кошаркашка репрезентација Естоније
Кошаркашка репрезентација Естоније представља Естонију на међународним кошаркашким такмичењима.
Естонија је од 1940. до 1991. била у саставу Совјетског Савеза, па су естонски кошаркаши у том периоду наступали за репрезентацију Совјетског Савеза. 

## Учешћа на међународним такмичењима

### Олимпијске игре
| Година         | Турнир                | Пласман               | ИГ                    | П                     | И                     | ДК                    | ПК                    | Разл.                 |
| -------------- | --------------------- | --------------------- | --------------------- | --------------------- | --------------------- | --------------------- | --------------------- | --------------------- |
| 1936.          | Трећи круг            | 14. место             | 3                     | 1                     | 2                     | 84                    | 120                   | -36                   |
| 1948. до 1992. | Део Совјетског Савеза | Део Совјетског Савеза | Део Совјетског Савеза | Део Совјетског Савеза | Део Совјетског Савеза | Део Совјетског Савеза | Део Совјетског Савеза | Део Совјетског Савеза |
| 1996. до 2020. | Није се квалификовала | Није се квалификовала | Није се квалификовала | Није се квалификовала | Није се квалификовала | Није се квалификовала | Није се квалификовала | Није се квалификовала |
| Укупно         | 1/20                  |                       | 3                     | 1                     | 2                     | 84                    | 120                   | -36                   |

### Светска првенства
Није учествовала

### Европска првенства
| Година         | Турнир                | Пласман               | ИГ                    | П                     | И                     | ДК                    | ПК                    | Разл.                 |                       |
| -------------- | --------------------- | --------------------- | --------------------- | --------------------- | --------------------- | --------------------- | --------------------- | --------------------- | --------------------- |
| 1935.          | Није учествовала      | Није учествовала      | Није учествовала      | Није учествовала      | Није учествовала      | Није учествовала      | Није учествовала      | Није учествовала      |                       |
| 1937.          | Први круг             | 5. место              | 5                     | 3                     | 2                     | 150                   | 104                   | +46                   |                       |
| 1939.          | Група                 | 5. место              | 7                     | 4                     | 3                     | 286                   | 167                   | +119                  |                       |
| 1946. до 1991. | Део Совјетског Савеза | Део Совјетског Савеза | Део Совјетског Савеза | Део Совјетског Савеза | Део Совјетског Савеза | Део Совјетског Савеза | Део Совјетског Савеза | Део Совјетског Савеза |                       |
| 1993.          | Четвртфинале          | 6. место              | 9                     | 4                     | 5                     | 713                   | 798                   | -85                   |                       |
| 1995. до 1999. | Није се квалификовала | Није се квалификовала | Није се квалификовала | Није се квалификовала | Није се квалификовала | Није се квалификовала | Није се квалификовала | Није се квалификовала |                       |
| 2001.          | Први круг             | 16. место             | 3                     | 0                     | 3                     | 198                   | 286                   | -88                   |                       |
| 2003. до 2013. | Није се квалификовала | Није се квалификовала | Није се квалификовала | Није се квалификовала | Није се квалификовала | Није се квалификовала | Није се квалификовала | Није се квалификовала |                       |
| 2015.          | Прва фаза             | 20. место             | 5                     | 1                     | 4                     | 316                   | 374                   | -58                   |                       |
| 2017.          | Није се квалификовала | Није се квалификовала | Није се квалификовала | Није се квалификовала | Није се квалификовала | Није се квалификовала | Није се квалификовала | Није се квалификовала | Није се квалификовала |
| 2022.          | Прва фаза             | 19. место             | 5                     | 1                     | 4                     | 368                   | 382                   | -14                   |                       |
| Укупно         | 6/39                  |                       | 34                    | 13                    | 21                    | 2031                  | 2111                  | -80                   |                       |